# Sarah Helmick State Recreation Site
 (mai 2022).
Le Sarah Helmick State Recreation Site est une aire protégée américaine située dans le comté de Polk, dans l'Oregon. Ouvert en 1922 le long de la Luckiamute River, ce parc d'État est inscrit au Registre national des lieux historiques depuis le 9 mai 2022.